# ジェームズ・カーネギー (1707年没)
ジェームズ・カーネギー閣下（英語: Hon. James Carnegie、1643年以降 – 1707年3月10日）は、スコットランド王国の政治家。スコットランド王国議会議員（1669年 – 1674年、1686年、1698年 – 1707年）を務めた。

## 生涯
第2代ノーセスク伯爵デイヴィッド・カーネギーとジーン・モール（Jean Maule、1685年11月没、初代パンミュア伯爵パトリック・モールの娘）の次男として生まれた。
1669年から1674年までフォーファー選挙区の、1686年と1698年から1707年までフォーファーシャー選挙区の代表としてスコットランド王国議会議員を務めた。
1672年6月6日、父から領地を与えられた。1674年にスコッツガーズで2個中隊が新設されると、同年8月25日に中隊長（軍階は大尉）に任命された。1679年6月のボスウェル・ブリッジの戦いに参戦した後、1680年1月に軍職を辞任した。
1703年9月13日に財産の次男ジェームズへの限嗣相続を定めた後、1707年3月10日にエディンバラで死去、ホリールード寺院に埋葬された。

## 家族
1674年にアンナ・メイトランド（Anna Maitland、1694年9月3日没、ロバート・メイトランドの娘）と結婚して、4男をもうけた。
- チャールズ（1712年没） - 体の麻痺があり、1703年に財産相続から外された[2]。子供なし[2]
- ジェームズ（英語版）（1765年没） - 1728年5月に第6代ストラスモア＝キングホーン伯爵チャールズ・ライアンを殺害した[2]。マーガレット・ベネット（Margaret Bennet、サー・ウィリアム・ベネットの娘と結婚して、2女をもうけた[2]。その後、ヴァイオレット・ナスミス（Violet Nasmith、初代準男爵サー・ジェームズ・ナスミス（英語版）の娘）と再婚、1男3女をもうけた[2]
- マーガレット - パトリック・ライアン（英語版）と結婚[2]
- ジーン（Jean） - アレクサンダー・ブレア（Alexander Blair、後に姓をカーネギーに改めた）と結婚、子供あり[2]。娘マーガレットが第11代グレイ卿ジョン・グレイと結婚したため、キンファウンズ（英語版）の領地がグレイ卿家により継承された[2]